# وورپسوده
وورپسوده (به آلمانی: Worpswede) یک شهر در آلمان است که در استرهلتس واقع شده‌است. وورپسوده ۹٬۴۶۹ نفر جمعیت دارد.